# Liverpool F.C.
Super pokal
Liverpool Football Club je profesionalni angleški nogometni klub iz Liverpoola, Merseyside, Anglija. Liverpool igra v najelitnejši angleški nogometni ligi (Barclays Premiership) in je eden najtrofejnejši ter posledično najuspešnejših klubov v zgodovini angleškega nogometa in eden izmed najboljših ter najbolj znanih nogometnih klubov na svetu. Liverpool je v svoji ponosni zgodovini osvojil rekordnih 19 naslovov angleške lige ter tudi 6 naslovov najboljšega v Evropi(več sta jih osvojila samo Real Madrid in AC Milan).
Nogometni klub Liverpool že od samega začetka igra na štadionu Anfield. Mestni svet Liverpoola je leta 2003 odobril izgradnjo novega štadiona v sami bližini sedanjega Anfielda (Stanley park), vendar iz teh načrtov ni bilo nič in trenutno ima vodstvo kluba v načrtu obnovo in širitev Anfielda.
Kljub temu, da je Liverpool v svetu poznan zaradi najrazličnejših uspehov, je na žalost poznan tudi po dveh tragedijah - tragedija na štadionu Heysel v Bruslju, kjer je zaradi nemirov na tribunah, po tem, ko se je zrušil zid, umrlo 39 navijačev, večina italijanskega Juventusa ter tragedija na štadionu Hillsborough v Sheffieldu, kjer je zaradi prevelike množice na tribuni Leppings lane umrlo 96 navijačev Liverpoola.

## Zgodovina

### 1892–1917
Zgodovina nogometnega kluba Liverpool je tesno povezana z mestnim tekmecem Evertonom. Ko je bila nogometna liga ustvarjena leta 1888, je bil Anfield en izmed prvih stadionov, kjer so se odigrale nogometne tekme. Tako je bila prva tekma v angleški ligi je bila odigrana prav tukaj, na Anfieldu, in sicer 8. septembra, 1888, ko so bili gledalci na stadionu priča Accringtonu, ki je igral proti, ne rdečim, marveč modrim dresom Evertona.
Leta 1891 je John Houlding (lastnik Anfielda in pivovar) nogometnemu klubu Everton začel računati višjo najemnino stadiona (iz £100 na £250), kar je vodilne Evertona užalilo, hkrati pa takšnih vsot niso bili pripravljeni odšteti, zato so se odločili, da zapustijo Anfield in zaigrajo na Goodison parku. Houlding je vedel, da je štadion brez nogometne ekipe izguba denarja, zato se je odločil, da ustanovi nov klub - Liverpool FC! Ustanovljen je bil 15. marca, 1892. Originalno naj bi se klub imenoval »Everton Football Club and Athletic Grounds Company, Limited«, vendar je bil kmalu preimenovan v »Liverpool Football Club and Athletic Grounds Company, Limited«, saj nogometna zveza ni želela priznati prvotnega imena. John Houlding je za izvršnega direktorja kluba imenoval Johna McKenno, ki je v klub pripeljal 13 nogometašev od tega 9 Škotov.
Liverpool je svojo prvo tekmo odigral 1. septembra 1892, ko je s 7:1 premagal Rotherham United, le dva dni kasneje, pa je odigral prvo uradno tekmo, Lancashire ligi in na Anfieldu pred 200 gledalci premagal Higher Walton z rezultatom 8:0.
V isti sezoni je Liverpool Lancashire ligo tudi osvojil in sezono končal brez poraza in si s tem prislužili napredovanje v drugo divizijo za sezono 1893–1894. Tudi v drugi diviziji Liverpool ni imel težjega dela. 10. februarja 1894 je Liverpool odigral svojo prvo tekmo v pokalu FA in pred 17.000 gledalci na nabito polnem Anfieldu premagal Preston North End z rezultatom 3:2. V tej sezoni je Liverpool osvojil prvo mesto brez večjih težav, a to še ni bila garancija za napredovanje v prvo divizijo. Za ta podvig je bilo treba premagati zadnjeuvrščeno ekipo prve divizije, Newton Heath (kasneje preimenovan v Manchester United). Tekmo, ki je bila odigrana na Ewood Parku je Liverpool dobil z 2:0 in se prvič v zgodovini uvrstil v prvo divizijo (kasnejšo ligo Premier).
Prvo domačo tekmo v tej diviziji je Liverpool odigral 8. september 1894 proti aktualnim prvakom Aston Villi. Na tej tekmi je bil prvič uporabljen nov 'main stand' in omogočil, da si je tekmo ogledalo 20.000 gledalcev. Liverpool je tekmo izgubil z 1:2.
Prva sezona Liverpoola v prvi diviziji ni bila preveč uspešna, zato so se znašli na identični položaju, kot leto poprej, z edino razliko, da so tokrat igrali za obstanek. To tekmo je Liverpool igral močno oslabljen, saj je manjkalo kar 5 igralcev, zato so bili primorani poiskati zamenjave. Ker v teh časih pravila še niso bila tako stroga, je Liverpool svoje igralce iskal pri ekipah iz Škotske, kjer pa Heartsi niso bili pretirano navdušeni nad idejo posoje igralcev, zato so Liverpoolu na pomoč priskočili Hibernian in St Bernard‘s. Liverpool je v tej pomešani in oslabljeni postavi tekmo proti Buryu izgubil in se posledično znova preselil v drugo divizijo.
V naslednji sezoni je Liverpool dosegel kar 106 zadetkov in dosegel najvišjo ligaško zmago, ko je z 10:1 odpravil Rotherham Town. Po uspešni sezoni in ponovni selitvi v prvo divizijo, je prišlo še do ene spremembe, ko je ekipa Liverpoola menjala dosedanje modro-bele drese za nove, rdeče-bele. Ti dresi, so prinesli nove uspehe. Po dveh letih obstanka v prvi diviziji, ko je Liverpool zaključil na 5. (1896–1897) oziroma 9. (1897–1898) mestu, se je ekipa rdečih prvič približala naslovu angleških prvakov. V zadnjem krogu sezone, si je Liverpool s 43. točkami delil prvo mesto z Aston Villo. Da je bila evforija na vrhuncu pa je bil na sporedu ravno spopad teh dveh ekip. Liverpool je za osvojitev prvenstva potreboval zmago, saj je imela Aston Villa veliko boljšo razliko v golih. Na žalost navijačev rdečih je na tej tekmi Aston Villa razbila Liverpool in jih domov poslala s petardo v mreži in končnim rezultatom 5:0. Tej tragediji, je nekaj mesecev kasneje sledila še ena: takratni Liverpoolov najboljši strelec (56 golov na 96 tekmah) je pri komaj 24 letih umrl za tuberkulozo.
Sledila je povprečna sezona 1899/1900 in Liverpool je v novo stoletje vstopil s skromnim končnim izkupičkom in zgolj 10. mestom.
Sledila je sezona 1900/1901, ki je v zgodovino Liverpoola vsekakor zapisana z zlatimi črkami saj je Liverpool s 45 točkami končal na samem vrhu prve divizije in osvojil svoj prvi naslov državnega prvaka.
Po super sezoni je sledil rahel padec, dve povprečni sezoni in sezona 1903/1904, ko je sledil vnovičen izpad v drugo divizijo. Na srečo rdečih ta kriza ni trajala dolgo, saj se je Liverpool skupaj z Boltonom v prvo divizijo tudi vrnil.
Po vrnitvi v prvo divizijo 1905/1906 se nihče ni nadejal pretirano visokih mest, a je sledilo prav to! Liverpool se je znova pobral iz pepela in se iz druge divizije zavihtel naravnost na vrh prve in osvojil svoj drugi naslov državnih prvakov! Sezono so končali s še eno lovoriko v svojih vitrinah, po tem, ko so osvojili Charity Shield. V boj sta šli najboljša profesionalna (Liverpool) in najboljša amaterska ekipa (Corinthians). Tekmo je Liverpool dobil brez večjih težav in Corinthians odpravil s 5:1. Kot zanimivost: Charity Shield je bila najvišja oziroma največja lovorika in je merila več kot 180 cm!
1. september 1906 je bil ponovno prav poseben dan za ta klub, saj so igralci prvič zaigrali pred novo tribuno imenovano - the KOP. To je tribuna, kjer se še danes zbirajo najzvestejši navijači Liverpoola. Svoje ime je dobila po hribu Spioenkop, ko je v drugi burski vojni na njem življenje izgubilo 243 britanskih vojakov, čez 1500 pa je bilo ranjenih.
Tako je na tej tekmi Liverpool pred 30.000 gledalci premagal Stoke s končnim rezultatom 1:0
4. december 1909 je Liverpoolu uspel prvi izmed slavnih rezultatskih preobratov. Po tem, ko so ob polčasu proti Newcastlu zaostajali s 5:2, so v drugem polčasu uspeli zrežirati popolni preobrat in dobiti tekmo s 5:6.
Med letoma 1906 in 1915 Liverpool ni doživel večjega uspeha, omembe vredni sta uvrstitvi iz leta 1909/1910, ko so sezono končali na 2. mestu in prvi finale FA pokala leta 1914, ko so z 2:1 na stadionu Crystal Palace izgubili pred kar 72.778 gledalci.
Zaradi prve svetovne vojne se je po sezoni 1914–1915 liga začasno prekinila.

### 1918–1943
Po štirih letih premora, se je angleška liga nadaljevala v sezoni 1918–1919, po kateri je Liverpool dve leti zapored končal na 4. mestu. Sledila je sezona 1921–1922, ko je Liverpool po 16. letih 17. april 1922 osvojil nov naslov državnih prvakov. Za naslednjega navijači rdečih niso čakali prav dolgo, saj je prišel v mesto ob reki Mersey že naslednje leto, v sezoni 1922–1923.
Sledilo je sušno obdobje, v katerem Liverpool ni dosegel vidnejših uspehov, a se je kljub temu brez težav držal v najvišji angleški ligi. 2. september 1939 Liverpool odigra zadnjo tekmo pred drugo svetovno vojno in na Anfieldu premaga Chelsea z 1:0.

### 1944–1969
Prva liga se je ponovno začela v sezoni 1946–1947. Rdeči so se po ligaškem premoru vrnili v velikem slogu in takoj dosegli še en, peti naslov najboljšega v Angliji. Leta 1950 je Liverpool prvič zaigral na Wembleyu, ko se je v finalu FA pokala pomeril z Arsenalom in znova izgubil z 2-0 (tekma je poznana predvsem zato, ker priložnosti za igro ni dobil Bob Paisley, kasnejši menedžer Liverpoola, kljub temu, da je v polfinalu zabil zmagoviti gol proti Evertonu). Vseeno pa je Liverpool uspehom navkljub leta 1954 po 50. letih igranja na najvišjem nivoju izpadel v drugo ligo, kjer je doživel najhujši poraz v zgodovini kluba proti Birmingham Cityju (9-1).
Usoda Liverpoola bi bila najbrž kar klavrna, če klub ne bi 1. decembra, 1959 dobil enega najbolj karizmatičnih menedžerjev v zgodovini svetovnega nogometa - Bill Shanklyja, ki je takoj po tem, ko je dobil moč nad ekipo, izjavil: Zelo sem vesel in ponosen, da sem bil izbran za menedžerja Liverpoola, kluba, ki ima tako velik potencial. Vse skupaj mi predstavlja velik izziv. Po mojem mnenju ima Liverpool najbolj zveste navijače, ki si zaslužijo uspeh in slavo in upam, da mi bo uspelo privabiti nasmeh na njihova usta. Ko se mi je ponudilo mesto menedžerja te ekipe, ga enostavno nisem mogel zavrniti!
Tako je po treh letih popolnoma prerodil klub in ga znova vrnil v prvo divizijo že pet tekem pred koncem sezone. Že v drugi sezoni v prvi diviziji je Shankly Liverpool postavil tja kamor spada - na vrh. Tega so si zagotovili 18. aprila 1964, ko so s kar 5:0 na Anfieldu premagali londonski Arsenal.
1. maja 1965 je Liverpool osvojil svoj prvi FA pokal, ko so na Wembleyu pred 100.000 gledalci premagali Leeds United. Po tekmi je Bill Shankly povedal: Odrasli moški so jokali in to je bil najboljši občutek, ki ga lahko katerokoli človeško bitje občuti, ko vidi kaj je dosegel. Bilo je veliko trenutkov, na katere sem ponosen. Prelepih, fantastičnih trenutkov. Ampak to je bil najboljši dan.
Le 11 dni kasneje pa je prišla ena izmed manj prijetnih izkušenj. Liverpool je bil v polfinalu evropskega pokala izločen iz strani Interja, po tem, ko so rdeči na Anfieldu zmagali 3:1, so bili v gosteh s 3:0 poraženi. Interju je na tej tekmi visoko zmago podaril kasneje dokazano podkupljen sodnik.
Le leto kasneje se je Liverpool ponovno zavihtel na sam vrh Anglije, ko je zasedel vrh lestvice s 6 točkami naskoka pred Leeds unitedom. Pet dni kasneje je imel Liverpool priložnost svoji ligaški zmagi dodati še pokal evropskih zmagovalcev, a je bila po podaljških boljša Borussia Dortmund.

### 1970–1995
Liverpool bi lahko v sezoni 1971/72 dosegel svoj 8. naslov prvakov, a so v zadnjem kolu proti Arsenalu potrebovali zmago, ki je niso dosegli, saj se je tekma končala z 0:0. Sledila je najuspešnejša sezona do tedaj je bila 1972/73, ko je Liverpool po 7. letih osvojil ligaški naslov in prvo evropsko lovoriko (UEFA pokal proti Borussiji Mönchengladbach. Leto kasneje je vnovič osvojil FA pokal (3-0 proti Newcastle Unitedu; za Liverpool sta zadela Kevin Keegan 2x in Steve Heighway).
Sezono 1973/74 je Liverpool končal na drugem mestu, osvojil pa je FA pokal, ko je v finalu na Wembleyu premagal Newcastle s 3:0. Po sezoni pa je sledil šok, saj je Bill Shankly odstopil kot menedžer Liverpoola in mesto prepustil svojemu pomočniku Bobu Paisleyu.
Bob Paisley je delo nadaljeval v slogu svojega mentorja in v svoji prvi sezoni zasedel drugo mesto, naslednjo (1975/76) pa je Liverpool znova popeljal na sam ligaški vrh. Tudi sezono kasneje je Liverpool osvojil angleško ligo in ji dodal še UEFA pokal.
Sledilo je leto 1977 zagotovo eno najpomembnejših v zgodovini - Liverpool prvič osvoji evropski pokal (danes Liga prvakov), ko je v finalu v Rimu premagal Borussio Mönchengladach s 3-1. Leto kasneje je Liverpool uspeh ponovil, tokrat na Wembleyu proti Club Brugge-u z 1-0. Sledila je rekordna sezona 1978/79, v kateri je Liverpool znova zmagal angleško prvenstvo tokrat z rekordnimi 68-imi točkami (takrat je seveda veljal drugačen točkovni sistem kakor danes), z 8 točkami prednosti pred drugouvrščenim Nottingham Forestom in v 42-ih tekmah prejel le 16 golov.
Leta 1980 je Liverpool osvojil ligo že četrtih v zadnjih petih letih in temu leto kasneje dodal še tretji evropski pokal, ki ga je osvojil proti Realu iz Madrida (1-0) v Parizu.
Sledili sta še dve fantastični sezoni v katerih je Liverpool osvojil dvojčka (ligaško prvenstvo + ligaški pokal).
29. september 1981 Liverpool in nogometni svet pretrese smrt ene izmed največjih osebnosti klubske zgodovine - Billa Shanklya.
Po slabši sezoni 1980/81 je Liverpool 15. maja 1982 še enkrat več osvojil angleško prvenstvo s fantastičnim zaključkom, ko so zmagali kar 20 od 25 tekem. Po sezoni Sir John Smith oznani, da Bob Paisley s koncem sezone odstopa s trenerskega stolčka.
V devetih sezonah je Liverpool pod taktiriko Boba Paisleya osvojil kar 21 lovorik, med katerimi so trije evropski pokali, UEFA pokal, 6 naslovov angleškega prvaka in trije ligaški pokali.
Bob Paisley je po svojem odstopu mesto menedžerja prepustil svojemu asistentu Joe-u Faganu. Ko je leta 1983 postal menedžer Liverpoola mu je bilo 63 let. V svoji prvi sezoni je uspel osvojiti kar tri lovorike: angleško prvenstvo, ligaški pokal ter nov, četrti evropski pokal (zmaga nad AS Romo po streljanju enajstmetrovk v Rimu).
Leta 1985 je Liverpoolu znova zaigral v finalu evropskega pokala. Nasproti mu je stal Juventus na stadionu Heysel v Bruslju. Že pred začetkom tekme pa se je zgodila tragedija. Zaradi nevtralne tribune (kjer so bili Liverpoolovi in Juventusovi navijači pomešani), je prišlo do manjših izgredov, ki so prerasli v nasilje. Juventusovi navijači so v Liverpoolove metali bakle in druge tope predmete, Liverpoolovi pa so (tudi zaradi alkoholiziranega stanja) izgubili živce in začeli preganjati italijanske navijače po tribuni. Ti so se ustavili ob zidu, ki je ločeval tribune med seboj. Zaradi prevelikega pritiska se je zid porušil in pod seboj pokopal 38 italijanskih in enega belgijskega navijača. Kljub temu, da je po tribunah sejala smrt, se je tekma začela in končala 1-0 v korist Juventusa (po dosojeni fantomski enajstmetrovki, ki jo je realiziral Platini).
Zaradi tragedije na Heyslu, so dobili vsi angleški klubi prepoved nastopanja v evropskih tekmovanjih za pet let, Liverpool pa je dobil prepoved igranja za deset let (kasneje zmanjšano na šest). Štirinajst navijačev Liverpoola je bilo obsojenih. Takoj po tragediji na Heyslu je Joe Fagan odstopil z menedžerskega stolčka Liverpoola.
Fagana je nasledil Kenny Dalglish, ki je postal prvi igralec/menedžer v zgodovini kluba. Pod njegovim vodstvom je Liverpool osvojil nove 3 naslove angleških prvakov in dva FA pokala (dvojček v sezoni 1985/86). Kljub temu pa nesreča ni počivala in 15. aprila 1989 znova udarila Liverpool, vendar tokrat veliko huje kot na Heyslu.
 15. aprila 1989 je Liverpool na stadionu Hillsborough v Sheffieldu igral polfinale FA pokala proti Nottingham Forestu. Zaradi preveč prodanih vstopnic in gneče na stojiščih Leppings lane, je umrlo 96 navijačev Liverpoola (95 takoj, 1 kasneje zaradi poškodb v bolnišnici). Zaradi prevelike množice, ki je pritiskala od zadaj, je spredaj brez sape, porinjeni ob železno ograjo, ostalo več Liverpoolovih navijačev. Nekateri so se rešili, drugi pa na žalost niso imeli te sreče. To je bila največja tragedija v britanskem nogometu.
V sezoni 1988/89 Liverpool izgubi prvenstvo v zadnjih sekundah tekme po tem, ko so imeli lovoriko v 90. minuti praktično v rokah. Pred tekmo so imeli pred Arsenalom 3 točke prednosti in v gol razliki od tekmecev vodili za +4. Odločilen gol je v 92. minuti in 22. sekundi zadel Michael Thomas, ki je z zmago 2:0 Arsenalu prinesel zmagoslavje. Leto kasneje jim je to vendarle uspelo.
Leto po tem, Kenny Dalglish po 5. sezonah in 3. naslovih državnih prvakov zapusti trenerski stolček.
Nov menedžer je postal Graeme Souness, ki je v svoji krstni ligaški osvojil FA pokal. Po katastrofalni predstavi Liverpoola proti Bristol City-ju na Anfieldu in ne ravno uspešnih treh sezonah, je na Souness odstopil in menedžerski stolček prepustil še enemu nekdanjemu igralcu Liverpoola, Royu Evansu. Kljub temu, da je Evans izboljšal ligaško formo, Liverpool, v petih letih, ko je bil menedžer Evans, lige nikoli ni končal višje od tretjega mesta. Edina lovorika, ki jo je Liverpool osvojil z Royem Evansom je ligaški pokal iz leta 1995.

### 1996 - danes
V sezoni 1998/99 je Liverpool zaposlil novega menedžerja, ki naj bi sodeloval skupaj z Royem Evansom, Gérarda Houllierja, vendar pa do sodelovanja skoraj da ni prišlo, zato je Evans odstopil novembra, 1998.
Sezona 2000/01 je bila za Liverpool prelomna, saj je po več kot petih letih osvojil novo lovoriko. No, osvojil jih je več, in sicer ligaški pokal (po izvajanju enajstmetrovk proti Birmingham Cityju v Cardiffu - to je bil tudi prvi finale na novo zgrajenem Millenium stadionu, po tem ko so stari Wembley porušili in začeli izgradnjo novega), FA pokal (proti Arsenalu, ko je Michael Owen v zadnjih minutah zadel dva gola in priboril zmago Liverpoolu) ter UEFA pokal (5-4 proti Alavesu). Liverpoolu je kazalo, da se bo končno spet vrnil na stara pota, vendar je Gérardu Houllierju uspelo osvojiti samo še en ligaški pokal leta 2003, ko je Liverpool v finalu v Cardiffu premagal Manchester United.
Houllierja je v sezoni 2004/05 zamenjal španski strateg Rafael Benitez, ki je v Anglijo prispel iz Valencie. Liverpool je v ligi končal šele na 5. mestu, vendar je kljub temu slavil 25. maja 2005, ko je v Carigradu, v enemu izmed najboljših finalov Lige prvakov, premagal AC Milan, po tem, ko je ob polčasu izgubljal s 3-0. Liverpool je tekmo dobil po izvajanju z enajstih metrov, ko je Jerzy Dudek, junak večera, obranil 2 strela, enega pa je Serginho poslal čez gol na tribune Atatürka.
V sezoni 2005/06 je Liverpool v Premier ligi nabral 82 točk, kar pa vseeno ni bilo dovolj za tako želen naslov. Kljub temu se je sezona končala odlično, saj je v vitrine priromal nov FA pokal. Liverpool tudi tokrat ni razočaral. Tokrat je za pravo dramo poskrbel Liverpoolov kapetan Steven Gerrard, ki je vrnil Liverpool v igro z dvema goloma, od katerih je bil drugi prava bomba s kakšnih tridesetih metrov. Tekma se je nato zavlekla do strelov z bele točke, kjer pa je zablestel, po besedah Rafaela Beniteza, najboljši vratar iz Španije, Jose “Pepe” Reina.
6. februarja 2007 sta Liverpool kupila ameriška poslovneža George Gillett in Tom Hicks, ki sta za klub odštela 470 milijonov angleških funtov. Liverpool je sezono končal na 3. mestu in igral v 2. finalu Lige prvakov v treh letih. Finale je v Atenah Liverpool izgubil proti AC Milanu z 2-1.
V poletnem prestopnem roku, pred novo sezono 2007/08, je Liverpool odštel rekordno vsoto 23 milijonov funtov za španskega napadalca Fernanda Torresa, ki je tako postal najdražji nakup v zgodovini kluba.
V sezoni 2008–2009 je Liverpool v prvenstvu dosegel 86 točk, kar je njihov najvišji zbrani seštevek osvojenih točk v Premier Ligi nasploh, ampak kljub temu zaostal za Manchester United-om. Naslednjo sezono je klub končal na sedmem mestu in se posledično ni uspel kvalificirati v Champions League. Benitez je sporazumno zapustil trenersko klop, zamenjal pa ga je Fulham-ov manager Roy Hodgson. Leta 2010, se je klub znašel v velikih finančnih težavah in bil na robu stečaja vendar so se upniki uspeli z odobritvijo visokega sodišča dogovoriti o prodaji kluba.
Oktobra 2010, je lastnik Boston Red Sox, John W. Henry iz New England Sports Ventures uspešno zaključil svojo ponudbo in skupaj s Tomom Wernerjem postal novi lastnik Liverpoola. V januarju 2011 je nekdanji manager Kenny Dalglish prevzel vodenje kluba do konca sezone potem, ko ga je takratni trener Roy Hodgson zaradi slabih rezultatov sporazumno zapustil. V zimskem prestopnem roku januarja 2011 je Liverpool dosegel rekorden prodajni znesek za napadalca Fernanda Torresa, za katerega je Chelsea odštel 55 milijonov funtov. Denar so rdeči iz Liverpoola porabili za nakup novih moči v napadu - Urugvajca Luisa Suareza, ki je prišel iz Nizozemskega Ajaxa in Angleža Andrewa Carrolla, ki je prestopil iz Newcastle Uniteda.
Zaradi dobrih rezultatov v zaključku sezone 2010/2011 so lastniki 12. maja 2011 trenerja Kennya Dalglisha nagradili s podaljšanjem pogodbe za 3 leta. Kljub temu, da je v sezoni 2011/2012 po petih letih na Anfield znova prišla lovorika (ligaški pokal) ameriški lastniki z rezultati niso bili zadovoljni. Prva žrtev slabih rezultatov je bil Damien Commoli, ki je bil odgovoren za prihode novih igralcev. Zaradi slabših predstav igralcev, ki so v klub prišli v njegovem mandatu (predvsem so bili na udaru Andy Carroll, Stewart Downing, Charlie Adam) je bil Commoli iz mesta športnega direktorja odslovljen 12. aprila 2012, dober mesec kasneje pa mu je sledil tudi Kenny Dalglish, ki je klop Liverpoola zapustil 16. maja 2012. Vzrok za njegovo zamenjavo so bile slabe predstave v angleški prvi ligi (Premier league), katero je Liverpool končal na skromnem 8. mestu.
1. junija 2012 je na trenerski stolček Liverpoola sedel dotedanji trener Swansea Citya - Brendan Rodgers, ki je s sabo pripeljal tri sveže obraze: Collina Pascoeja, Chrisa Daviesa in Glena Driscollija. Sedem dni kasneje, (8. junija 2012) je mesto pomočnika trenerja zapustil Steve Clark in prevzel mesto trenerja West Bromwich Albiona.

## Klubske barve
Liverpoolovi tradicionalni barvi sta rdeča in bela, čeprav je njihov domač dres že od leta 1960 povsem rdeč. Kljub temu pa ni bilo vedno tako, saj je Liverpool svoje prve tekme v zgodovini kluba odigral v belomodri kombinaciji, ki so jih prevzeli od mestnega rivala Evertona. Dve leti kasneje, torej leta 1894, so že igrali v rdečem, leta 1901 pa so preoblikovali svoj klubski logotip in vanj uvrstili Liverpoolovo ptico - Liverbirda. Naslednjih 60 let je Liverpool igral v rdečih majicah in belih hlačkah (nogavice so bile rdeče, črne, bele in na koncu spet rdeče). V sezoni 1964/65 je Liverpoolov menedžer Bill Shankly odločil, da bodo Liverpoolovi dresi povsem rdeči, ki jih je prvič predstavil na tekmi proti Anderlechtu.
V svoji biografiji je takratni napadalec Ian St. John pojasnil kako je prišlo do povsem rdečega dresa. Nekega dne naj bi Bill Shankly vstopil v slačilnico in v Rona Yeatsa vrgel rdeče hlačke ter mu zabičal naj jih obleče. Ian St. John je bil nad vso barvno kombinacijo navdušen in predlagal, da dres postane povsem rdeč. Shankly se je z njim strinjal in tako je bila rojena tradicionalna rdeča barva, ki nogometni klub Liverpool označuje za edine “prave rdeče” še danes!
Povsem drugače je z gostujočimi dresi, ki so bili po navadi v beločrni kombinaciji, leta 1987 pa celo v sivi, ki se je nato ohranila vse do sezone 1991/92. Iz sive kombinacije je takrat nastala zelenobela. Pravzaprav bi lahko označili devetdeseta kot leta eksperimentiranja, saj je Liverpool v gosteh nosil vse možne različne barve. Trenutni gostujoči dres je sestavljen iz bele majice, črnih hlačk in belih nogavic, vse obogateno z rdečimi črtami. Prav tako obstaja tudi gostujoči dres, ki ga nogometaši Liverpoola nosijo v evropskih tekmovanjih. Ta je povsem črn z rumenimi črtami. Drese za Liverpool proizvaja Adidas, ki je drese za isti klub proizvajal tudi že med letoma 1985 in 1996. Edini dve športni znamki, ki sta izdelovali Liverpoolove drese, sta Umbro (do leta 1985) in Reebok (od leta 1996 do 2006).
Liverpool je znan tudi po tem, da je prvi britanski klub, ki je na majici nosil ime sponzorja, po tem ko se je s Hitachijem dogovoril za sponzorstvo leta 1979. V naslednjih letih je imel Liverpool vedno sponzorje, čeprav se niso menjali veliko: Crown Paints, Candy, Carlsberg in Standard Chartered.
Trenuten Liverpoolov logotip je ustvarjen okoli ptice Liverbird, ki je zaščitnica mesta in se pojavlja tudi na grbu mesta Liverpool. Ptica je postavljena v ščit. Nad ščitom so Shanklyjeva vrata na Anfieldu, z napisom “You’ll never walk alone”. Dva ognja, ki gorita na vsaki strani sta v spomin žrtvam tragedije na Hillsborough, prav tako pa večni plamen gori na spomeniku žrtvam, ki je postavljen pred štadionom (ob tribuni Kop).

## Stadion
Anfield, stadion na katerem igra Liverpool, je bil zgrajen leta 1884 na parceli, ki je mejila na park Stanley in je bil originalno štadion mestnega tekmeca Evertona. Everton je nato zapustil stadion leta 1892 zaradi spora z lastnikom štadiona Johnom Houldingom, ki je nato ustvaril nogometni klub Liverpool, kin a tem štadionu igra še danes.
Leta 1906 so največjo tribuno na Anfieldu imenovali “The Spion Kop”, po hribu v Natalu v Afriki, kjer je v drugi boerski vojni padlo ogromno vojakov iz Liverpoola in okolice. Tribuna (oziroma stojišče) je lahko zadržala tudi do 28,000 gledalcev, zaradi česar je bila dolgo znana kot največja tribuna na svetu. Lokalni mit pravi, da gledalci na Kopu z atmosfero, ki jo ustvarijo, enostavno posesajo žogo v gol, zaradi česar Liverpool večino drugih polčasov igra proti Kopu. Tribuno so prenovili in zmanjšali zaradi varnostnih razlogov po tragediji na štadionu Hillsborough, tako da sedaj lahko sprejme “le” okoli 12,390 gledalcev.
Nasproti Kopa je tribuna, ki se imenuje Anfield Road, ki je najnovejša tribuna na Anfieldu, saj je bila prenovljena leta 1998 in lahko sprejme okoli 9000 (9074) gledalcev. Drugi dve tribunu sta Main stand (12,227) in Centenary stand (11,762). Main stand (ali glavna tribuna) je najstarejši del štadiona, saj je ostal nedotaknjen od leta 1973. Pod tribuno so slačilnice domačih in gostujočih nogometašev, na sredini tribun pa so direktorjeve pisarne in razkošne sobe, v katerih se da gledati tekme (kot VIP gost seveda).
Tribuna Centenary Stand je bila prej poznana kot Kemlyn Road, vendar so jo po prenovi leta 1992 označili za “centenary”. Zaradi prenove so hiše na Kemlyn Roadu podrli, sam naslov pa ne obstaja več.
Anfield, sodeč po straneh na uradnih straneh UEFE, sprejme 45,362 gledalcev in je označen s štirimi zvezdicami (pet zvezdic ima lahko samo štadion, ki ima več kot 50,000 sedišč).
30, julija 2004 je mestni svet Liverpoola klubu dal zeleno luč za izgradnjo novega stadiona, ki bi na začetku lahko sprejel do 61.000 gledalcev in je planiran le nekaj metrov stran od Anfielda v parku Stanley . Dela za stadion naj bi se že začela maja 2007, stadion pa naj bi dokončali do poletja 2010. Kljub temu, da bi stadion sprejel okoli 15.000 gledalcev več kot Anfield pa bivša lastnika, George Gillett in Tom Hicks, nista bila zadovoljna in sta hotela zgraditi stadion, ki naj bi sprejel več kot 70.000 gledalcev. 25. julija sta izdala nove plane za stadion, ki naj bi se lahko razširil na 78.000 sedišč, prav tako pa naj bi bil obliki unikaten stadion in bi imel enega bolj zanimivih dizajnov. Do uresničitve teh načrtov nikoli ni prišlo, saj je v oktobru 2010 klub prevzel gigant New England Sports Ventures, ki ima glede obstoječega in novega stadiona svoje načrte.

## Klubska kultura
Pesem »You’ll never walk alone«, ki je originalno iz mjuzikla Rodgersa in Hammersteina z naslovom Carousel in katero je slavno posnela Liverpoolova glasbena skupina Gerry & The Pacemakers, je himna nogometnega kluba Liverpool. Pesem pojejo navijači vse od šestdesetih let dvajsetega stoletja. Pesem pa pojejo tudi navijači drugih klubov, najbolj znani v tem elementu pa so navijači Celtica. Naslov pesmi je tudi nad Shanklyjevimi vrati na Anfieldu in v klubskem logotipu. Petje Liverpoolovih navijačev te pesmi je v svoji pesmi Fearless vključila tudi slavna skupina Pink Floyd. Druge popuarne pesmi, ki jih pojejo navijači so “Fields of Anfield Road” (na melodijo pesmi Fields of Athenry), “Poor Scouser Tommy” (prvi del na melodijo Red River Valleya, drugi del na melodijo The Sash) in “Liverbird upon my chest” (na melodijo Ballad of the Green Berets).
Pod taktiriko trenutnega menedžerja Rafaela Beniteza, je v klubu veliko ljudi španskega porekla, začenši z menedžerjem samim, trenerjem vratarjev Xavijem Valerom in fizioterapevtom Victorjem Salinasom.
Liverpool ima kar nekaj rivalov v angleški ligi, največji pa je nedvomno njihov mestni rival Everton, s katerim vsaj dvakrat na sezono odigra Merseyside derbi. Rivalstvo obstaja že vse od samega začetka nogometnega kluba Liverpool, torej od leta 1892. Karte za Merseyside derbije so po navadi razprodane že več let vnaprej in derbiji sami so po navadi zelo ostri in fizični, v katerih ne manjka akcije in po navadi tudi rdečih kartonov (Merseyside derbiji imajo več rdečih kartonov kot kateri koli drugi derbiji v zgodovini Premiershipa.
Prav tako je potrebno omeniti tudi rivalstvo s severozahodnimi sosedi, s klubom Manchester United. Oba kluba sta v preteklosti osvojila vse kar se je osvojiti dalo (Liverpool je dominiral v sedemdesetih in osemdesetih letih, medtem ko je Manchester United dominiral v devetdesetih in začetku novega tisočletja), zato sta tudi najuspešnejša kluba v Angliji. Tekme med tema dvema nasprotnikoma so po navadi odigrane nekaj čez poldne zaradi TV prenosov in tudi zaradi tega, da preprečijo morebitno alkoholiziranost obeh delov navijačev. Film “The 51st state” (znan tudi kot Formula 51 v Združenih državah Amerike) prikazuje sceno, kjer glavni junak Felix DeSouza, z Liverpoolovim dresom na sebi, vstopi v pub, kjer se zbirajo navijači Manchester Uniteda. Prav tako pa se film odvija okoli derbija Liverpool-Manchester United, ki se naposled odigra na Anfieldu.
V zadnjih nekaj letih je Liverpoolov velik rival postal Chelsea, s katerim se Liverpool redno srečuje.
11. julija 2007 je bilo potrjeno, da bo Liverpool dobil svoj TV program, LFC TV, ki bo sodeloval z irskim TV podjetjem Setanta, ki ima na svojih kanalih že Rangers TV in Celtic TV.
Več let v Liverpoolu tudi velja bojkot angleškega tabloida the Sun, ki je objavil neresnice o dogodkih na štadionu ob tragediji Hillsborough kjer so zapisali, da so Liverpoolovi navijači kradli mrtvim, urinirali po policajih,... Zaradi česar še danes v Liverpoolu bojkotirajo ta tabloid (tako na rdeči, kot tudi na modri strani).

## Igralci

### Člansko moštvo sezone 2023/24
Zadnja posodobitev: 9.1.2024
| Št. | Država     | Položaj | Igralec                   |
| --- | ---------- | ------- | ------------------------- |
| 1   | Brazilija  | GK      | Alisson                   |
| 2   | Anglija    | DF      | Joe Gomez                 |
| 3   | Japonska   | MF      | Wataru Endo               |
| 4   | Nizozemska | DF      | Virgil van Dijk (kapetan) |
| 5   | Francija   | DF      | Ibrahima Konate           |
| 6   | Španija    | MF      | Thiago Alcantara          |
| 7   | Kolumbija  | MF      | Luis Diaz                 |
| 8   | Madžarska  | MF      | Dominik Szoboszlai        |
| 9   | Urugvaj    | FW      | Darwin Nuñez              |
| 10  | Argentina  | FW      | Alexis Mac Allister       |
| 11  | Egipt      | FW      | Mohamed Salah             |
| 12  | Anglija    | DF      | Joe Gomez                 |
| 13  | Španija    | GK      | Adrián                    |
| 17  | Anglija    | MF      | Curtis Jones              |
| 18  | Nizozemska | FW      | Cody Gakpo                |

| Št. |             | Položaj | Igralec                                |
| --- | ----------- | ------- | -------------------------------------- |
| 19  | Anglija     | MF      | Harvey Elliott                         |
| 20  | Portugalska | FW      | Diogo Jota                             |
| 21  | Grčija      | DF      | Kostas Tsimikas                        |
| 26  | Škotska     | DF      | Andrew Robertson                       |
| 27  | Belgija     | FW      | Divock Origi                           |
| 32  | Kamerun     | DF      | Joël Matip                             |
| 38  | Nizozemska  | MF      | Ryan Gravenberch                       |
| 43  | Španija     | MF      | Stefan Bajčetić                        |
| 47  | Anglija     | DF      | Nathaniel Phillips                     |
| 50  | Anglija     | DF      | Ben Doak                               |
| 62  | Irska       | GK      | Caoimhín Kelleher                      |
| 66  | Anglija     | DF      | Trent Alexander-Arnold (drugi kapetan) |
| 72  | Nizozemska  | DF      | Sepp van den Berg                      |
| 78  | Anglija     | DF      | Jarrell Quansah                        |

### Na posoji
| Št. | Država | Položaj | Igralec |
| --- | ------ | ------- | ------- |

## Tehnična ekipa Liverpoola
| Ime in priimek    | Vloga                         |
| ----------------- | ----------------------------- |
| Jürgen Klopp      | Menedžer                      |
| Pepijn Lijnders   | Pomočnik menedžerja           |
| Peter Krawietz    | Pomočnik menedžerja           |
| John Achterberg   | Trener vratarjev              |
| Andrew Massey     | Zdravnik prve ekipe           |
| Andreas Kornmayer | Vodja telesne pripravljenosti |
| Andy Renshaw      | Vodja fizioterapevtov         |
| Jordan Milsom     | Vodja rehabilitacije          |

### Vsi menedžerji Liverpoola
| Ime in priimek   | Doba      | Osvojene lovorike |
| ---------------- | --------- | --- |
| John McKenna     | 1892–1996 | Druge lovorike (3x) |
| Tom Watson       | 1896–1915 | Ligaški naslov (2x), druge lovorike (1x)                                                                                           |
| David Ashworth   | 1920–1923 | Ligaški naslov (1x) |
| Matt McQueen     | 1923–1928 | Ligaški naslov (1x) |
| George Patterson | 1928–1936 | / |
| George Kay       | 1936–1951 | Ligaški naslov (1x) |
| Don Welsh        | 1951–1956 | / |
| Phil Taylor      | 1956–1959 | / |
| Bill Shankly     | 1959–1974 | Ligaški naslov (3x), FA pokal (2x), UEFA pokal (1x), druge lovorike (4x)                                                           |
| Bob Paisley      | 1974–1983 | Ligaški naslov (6x), Ligaški pokal (2x), Evropski pokal (3x), UEFA pokal (1x), druge lovorike (6x)                                 |
| Joe Fagan        | 1983–1985 | Ligaški naslov (1x), Ligaški pokal (1x), Evropski pokal (1x)                                                                       |
| Kenny Dalglish   | 1985–1991 | Ligaški naslov (3x), FA pokal (2x), druge lovorike (4x)                                                                            |
| Graeme Sounness  | 1991–1994 | FA pokal (1x) |
| Roy Evans        | 1994–1998 | Ligaški pokal (1x) |
| Gérard Houllier  | 1998–2004 | FA pokal (1x), Ligaški pokal (2x), UEFA pokal (1x), druge lovorike (2x)                                                            |
| Rafael Benitez   | 2004–2010 | FA pokal (1x), Evropski pokal (1x), druge lovorike (2x)                                                                            |
| Roy Hodgson      | 2010–2011 | / |
| Kenny Dalglish   | 2011–2012 | Ligaški pokal (1x) |
| Brendan Rodgers  | 2012–2015 | / |
| Jürgen Klopp     | 2015-     | Evropski pokal (1x), UEFA Super pokal (1x), Svetovno klubsko prvenstvo (1x), Ligaški naslov (1x), Ligaški pokal (1x), FA pokal (1) |

## Lovorike

### Prvenstva
- League Championship (19 naslovov): 1900/01, 1905/06, 1921/22, 1922/23, 1946/47, 1963/64, 1965/66, 1972/73, 1975/76, 1976/77, 1978/79, 1979/80, 1981/82, 1982/83, 1983/84, 1985/86, 1987/88, 1989/90, 2019/20
- Lancashire League (1 naslov): 1892/93
- Division two (4 naslovi): 1893/94, 1895/96, 1904/05, 1961/62

### Pokali

#### Domači pokali
- FA pokal (8x): 1965, 1974, 1986, 1989, 1992, 2001, 2006, 2022
- Ligaški pokal (9x): 1981, 1982, 1983, 1984, 1995, 2001, 2003, 2012, 2022
- Community shield (15x): 1964 (deljen), 1965 (deljen), 1966, 1974, 1976, 1977 (deljen), 1979, 1980, 1982, 1986 (deljen), 1988, 1989, 1990 (deljen), 2001, 2006
- Screen Sport Super Cup (1x): 1986

#### Evropski pokali
- Evropski pokal (6x): 1977, 1978, 1981, 1984, 2005, 2019
- UEFA pokal (3x): 1973, 1976, 2001
- UEFA Super pokal (4x): 1977, 2001, 2005, 2019
- Svetovno klubsko prvenstvo (1x): 2019